# Onthophagus basipustulatus
Onthophagus basipustulatus là một loài bọ cánh cứng trong họ Bọ hung (Scarabaeidae).